# جمعان الكرت
جمعان الكرت كاتب وقاص سعودي من مواليد رغدان في منطقة الباحة عام 1378هـ (1959م). صدر له عدد من المؤلفات القصصية من بينها (فضة)، و(بوارق)، كما صدرت له رواية (أنين الجبل).

## التعليم
حاصل على درجة البكالوريوس في الجغرافيا في جامعة الملك عبد العزيز في جدة عام 1400هـ.

## العمل
- عمل معلماً في مدارس الباحة عام 1400هـ، واستمر في ميدان التعليم إلى تقاعده عام 1434هـ.[4]
- بدأ العمل الصحفي مراسلاً لصحيفة الرياض في الباحة.
- استلم إدارة مكتب صحيفة البلاد في الباحة.
- عمل محرراً في صحيفة الوطن السعودية.[5]

## إصدارات
| الكتاب        | سنة النشر | ملاحظات                            |
| ------------- | --------- | ---------------------------------- |
| فضة           | 1999      | مجموعة قصصية.                      |
| عناق          | 2009      | مجموعة قصصية.                      |
| سطور سروية    | 2010      | مجموعة قصصية.                      |
| بوارق         | 2013      | مجموعة قصصية.                      |
| وميض الرماد   | 2016      | مجموعة قصصية.                      |
| أنين الجبل    | 2017      | رواية صدرت عن دار الانتشار العربي. |
| ضفاف وادي قوب | 2017      | مقالات.                            |
| طيف           | 2019      | مجموعة قصصية.                      |

## تكريم
كرم من نادي الباحة الأدبي عام 2021م.